# آیاکو فوچیگامی
آیاکو فوچیگامی (به انگلیسی: Ayako Fuchigami) (زاده ۱۶ ژانویهٔ ۱۹۷۵) سیاستمدار ژاپنی است. او عضو مجلس قانونگذاری هوکایدو، نماینده بخش هیگاشی-کو، ساپورو است.
او یک زن ترنس است.